# El Zapote Colonia Agrícola
El Zapote Colonia Agrícola är en ort i Mexiko.   Den ligger i kommunen Álvaro Obregón och delstaten Michoacán de Ocampo, i den södra delen av landet, 200 km väster om huvudstaden Mexico City. El Zapote Colonia Agrícola ligger 1 842 meter över havet och antalet invånare är 159.
Terrängen runt El Zapote Colonia Agrícola är platt åt nordost, men åt sydväst är den kuperad. Runt El Zapote Colonia Agrícola är det ganska tätbefolkat, med 86 invånare per kvadratkilometer. Närmaste större samhälle är Álvaro Obregón, 2,9 km sydväst om El Zapote Colonia Agrícola. I omgivningarna runt El Zapote Colonia Agrícola växer huvudsakligen savannskog.